# Hagåtña
Hagåtña (Aussprache [həˈɡɑtɲə], früher Agana oder spanisch Agaña) ist die Hauptstadt der Insel Guam und Militärstützpunkt der Vereinigten Staaten von Amerika. Die Stadt liegt an der Westküste nahe dem Hafen Apra.
Die 1668 von Spanien mit dem Namen Agana gegründete Stadt ist die älteste „europäische“ Stadt im Pazifik. Sie befindet sich am Westufer der Insel Guam nördlich des Tiefseehafens Apra Harbor. Heute ist sie die Hauptstadt von Guam, ein internationaler Flughafen liegt in der Nähe. Hagåtña ist der Sitz des römisch-katholischen Erzbistums Agaña. Der Ortsname leitet sich vom gleichnamigen Fluss  ab.
Über die ganze Stadt verteilt stehen ungewöhnliche Statuen. Eine von ihnen, auf der Plaza de España vor der Dulce Nombre de Maria Cathedral Basilica, ist ein Abbild von Papst Johannes Paul II., das sich innerhalb von 24 Stunden einmal um sich selbst dreht. Im Paseo de Susana-Park steht eine Nachbildung der Freiheitsstatue, des Weiteren gibt es in Hagåtña eine Statue der Meerjungfrau. Nach der Besetzung Guams durch die japanische Armee im Zweiten Weltkrieg wurde Hagåtña während der Befreiung der Insel durch die Alliierten erheblich zerstört.
1998 beschloss die Regierung von Guam, den Namen der Stadt von Agana in Hagåtña zu ändern, da dies eher der Aussprache der einheimischen Bevölkerung entspricht.

## Söhne und Töchter der Stadt
- Manuel Flores Leon Guerrero (1914–1985), US-amerikanischer Politiker, Gouverneur von Guam
- Carlos Camacho (1924–1979), US-amerikanischer Politiker, Gouverneur von Guam
- Ricardo Bordallo (1927–1990), US-amerikanischer Politiker, Gouverneur von Guam
- Vicente Tomás Blaz Garrido (1928–2014), US-amerikanischer General und Politiker, Vertreter von Guam im US-Repräsentantenhaus
- Paul McDonald Calvo (1934–2024), US-amerikanischer Politiker, Gouverneur von Guam
- Anthony Sablan Apuron (* 1945), römisch-katholischer Erzbischof von Agaña
- Randolph Roque Calvo (* 1951), römisch-katholischer Bischof von Reno
- J. Brian Conrey (* 1955), US-amerikanischer Mathematiker
- Sian Proctor (* 1970), US-amerikanische Raumfahrerin, Wissenschaftskommunikatorin, Künstlerin und Geologieprofessorin
- Danny Baggish (* 1983), US-amerikanischer Dartspieler
- Jason Cunliffe (* 1983), guamischer Fußballspieler